# Johor
Johor, anciennement Johore pour les Britanniques (Jawi :جوهور), est un État du sud de la Malaisie. Sa capitale est Johor Bahru, autrefois Tanjung Puteri. Le titre honorifique de l'État est Darul Ta'azim.

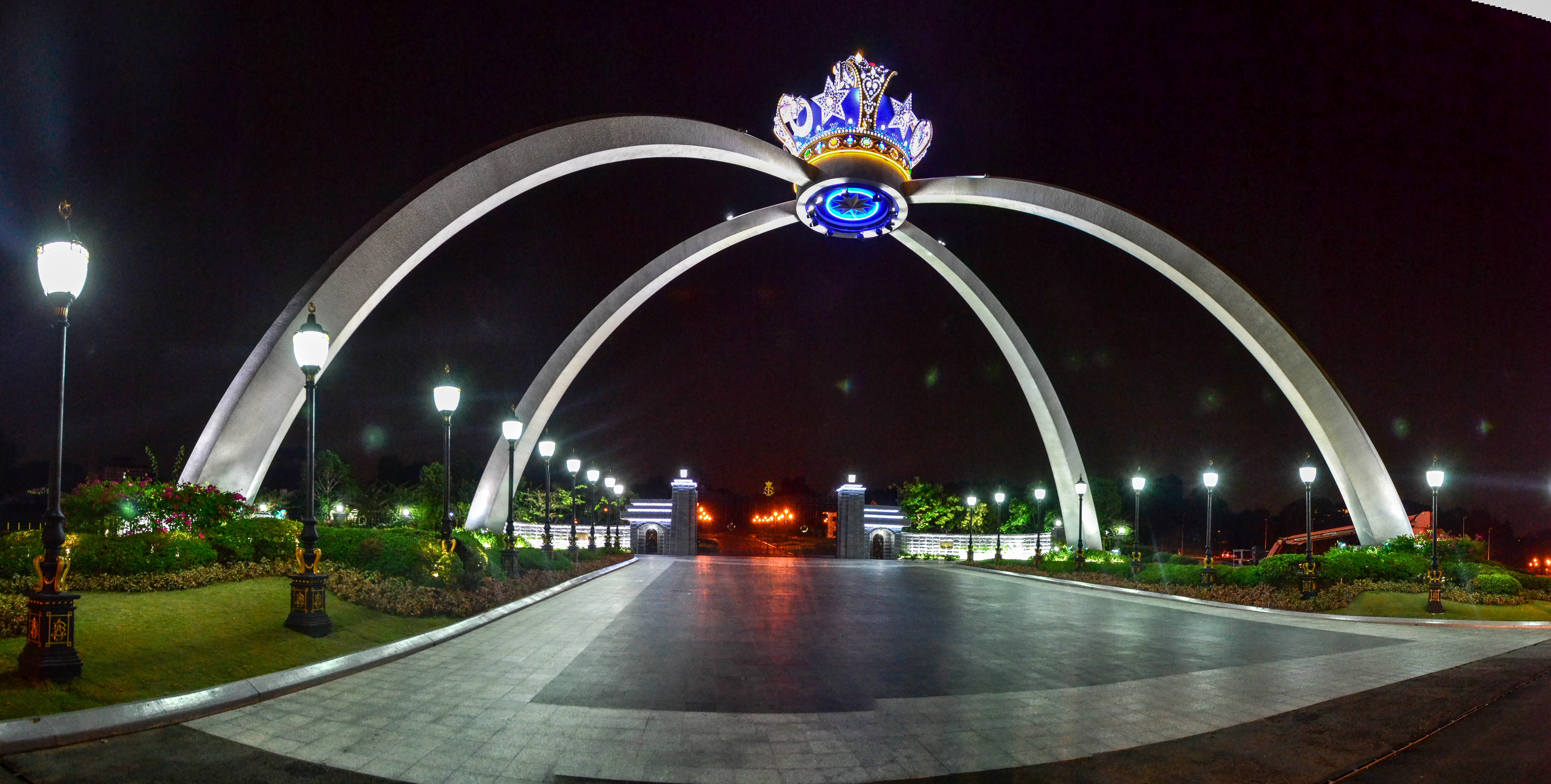
La couronne royale à Istana Bukit Serene, Johor, surnommée le « Joyau »

## Histoire
En 1511, une flotte portugaise, partie de Goa en Inde sous le commandement du vice-roi Afonso de Albuquerque, s'empare de Malacca. Le sultan Mahmud déplace sa cour dans plusieurs lieux de la péninsule Malaise, puis dans l'île de Bintan dans les îles Riau, pour finalement fonder Johor à la pointe sud en 1518. Johor tentera à plusieurs reprises de reconquérir Malacca, sans succès. En 1536, une attaque portugaise inflige de telles pertes à Johor que le sultan Alauddin Riayat Shah I (règne : 1529-64?) doit traiter avec eux.
Dans le nord de Sumatra, Aceh parvient à capter une part importante de l'activité des marchands musulmans qui avaient fait la prospérité de Malacca et ne voulaient pas commercer avec les Portugais. Entre 1537 et 1570, Aceh attaque plusieurs fois aussi bien Malacca la portugaise et catholique que Johor la malaise et musulmane, sans succès décisif.
En 1584, après des guerres de successions qui se traduisent par la mort de tous les héritiers mâles du royaume de Patani, c'est la princesse Ijau qui monte sur le trône. Bien que Patani soit vassale du royaume siamois d'Ayutthaya, Ijau renforce les liens avec Johor et Pahang. Cette politique de relative indépendance vis-à-vis d'Ayutthaya est rendue possible par le fait que de 1564 jusque dans les années 1590, le royaume siamois doit faire face aux menaces des Birmans et des Khmers. Toutefois, à la fin du XVIe siècle, Ayutthaya retrouve sa puissance sous le règne du roi Naresuan.

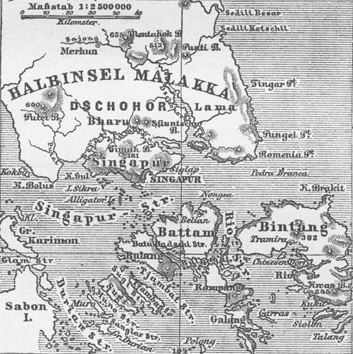
Carte allemande du sud de Johor, de Singapour et des îles indonésiennes de Batam et Bintan en 1888

Ijau meurt en 1615. Sa sœur Biru lui succède. Elle marie sa sœur Ungu au sultan Abdul Ghafur Mohaidin Syah de Pahang. Ce mariage donnera une fille, Kuning. À la mort de Ghafur, Ungu rentrera à Patani avec sa fille. 
Le sultan Iskandar Muda (1607-36) d'Aceh attaque Johor en 1612. Johor forme alors une alliance avec six autres sultanats malais, de Sumatra et de la péninsule, pour résister à Aceh. Iskandar défait une flotte portugaise à Bintan, conquiert Pahang et Kedah et pille Johor. 
À la mort de Biru en 1622, Ungu monte à son tour sur le trône de Patani. Elle s'arrange pour remarier sa fille, que sa tante Biru avait épousé le prince siamois Okya Decho, au sultan de Johore. Okya Decho, furieux, obtient du roi d'Ayutthaya la permission de mener des troupes siamoises pour attaquer Patani. Ungu obtient le soutien de Pahang et Johor. L'attaque siamoise échoue.
Le traité de Londres de 1824, signé entre les Anglais et les Hollandais, accorde à ces derniers le contrôle des territoires revendiqué par les Européens au sud de Singapour, fondée en 1819 par Raffles. Le sultanat de Johor se retrouve ainsi séparé de Riau. Plus généralement, ce traité marque la séparation du monde malais en deux parties, l'une se trouvant aujourd'hui dans la fédération de Malaisie et l'autre dans la république d'Indonésie.

## Administration de Johor

### Sultanat
Le sultan de Johor depuis 2010 est Ibrahim Ismail, fils et successeur de Mahmud Iskandar Ismail, sultan de Johor (1981-2010) et roi de Malaisie (1984-1989).

### Districts
L'État de Johor est divisé en 10 daerah (districts) :
- Johor Bahru 1 817,8 km2, 1 064 881 habitants
- Pontian 919,5 km2, 143 729 habitants
- Kota Tinggi 3 488,7 km2, 192 220 habitants
- Kluang 2 851,8 km2, 254 631 habitants
- Segamat 2 851,26 km2, 178 620 habitants
- Muar 2 346,12 km2, 328 695 habitants
- Batu Pahat 1 878 km2, 335 368 habitants
- Mersing 2 838,6 km2, 67 557 habitants
- Kulai 750,9 km2, 246 721 habitants
- Tangkak 967,6 km2, 58 501 habitants

## Population
On trouve à Johor des zones habitées par des Jakun, une population autochtone de la péninsule, classée par le gouvernement parmi les Orang Asli (« gens des origines »).

## Tourisme et nature

### Attractions scéniques
1. Ayer Hitam
2. Air Papan
3. Desaru – langue sablonneuse de 25 km
4. Johor Bahru
5. Johor Lama
6. Kota Tinggi cascades, dont l'une de 34 m de haut.
7. Kukup – village de pêcheurs, partiellement sur pilotis
8. Muar
9. Cap Piai

### Parcs nationaux et forêts
Johor possède cinq parcs nationaux qui sont :
Parc national d'Endau Rompin
Parc national du Gunung Ledang
Il abrite le point culminant de Johor : le Gunung Ledang (1 276 m d'altitude).
Parc national de Tanjung Piai
Son nom provient du terme « Piai », une fougère sauvage : « Piai Raya ». Il abrite une riche colonie de crabes de mangrove et de macaques crabivores. Il est classé site Ramsar.
Parc national de Pulau Kukup
Il est constitué de 15 km2 de mangrove et de bayous. Il est classé site Ramsar.
Parc marin de Mersing
Regroupe 13 îles : Pulau Harimau, Pulau Mensirip, Pulau Goal, Pulau Besar, Pulau Tengah, Pulau Hujong, Pulau Rawa, Pulau Tinggi, Pulau Mentinggi, Pulau Sibu, Pulau Sibu Hujung, Pulau Pemanggil et Pulau Aur.

## Cuisine
La cuisine locale conjugue des influences chinoises, arabes au fond malais, comme dans le reste du pays. Cependant, certaines spécialités s'y déclinent avec d'autres variantes.
- Le Laksa de Johor diffère de celui de Penang par l'ajout de lait de coco lors de la cuisson.
- Mee bandung vient aussi de l'État de Johor, exactement de Muar.

L'épithète bandung désigne un mélange d'ingrédients et ne se réfère pas à la ville indonésienne de Bandung.
- Kuih Sirat
- Pisang Salai ou Gimpi
- Lontong
- Nasi Ambeng
- Telur Pindang
- Otak-otak
- Nasi Briyani Gam
- Mee Soto
- Burasak
- Halwa Maskat
- Bontrot/berkat
- Kerutup ikan
- Asam pedas daun kesum
- Pecal
- Tauhu bakar
- Pendaram
- Mee Siput
- Rojak Petis
- Mee Rebus